# Émile Warré
L'abbé Émile Warré (né le 9 mars 1867 à Grébault-Mesnil et mort le 20 avril 1951 à Tours) est un prêtre catholique et apiculteur français.

## Biographie
Ordonné prêtre le 19 septembre 1891 dans le diocèse d'Amiens, il est devenu successivement curé de Mérélessart (Somme) en 1897 puis de Martainneville (Somme) en 1904. Il disparaît des Ordos en 1916 pour regagner ensuite le quartier Saint-Symphorien de Tours et se consacrer uniquement à l'apiculture.

## Travaux
L'abbé Warré a élaboré la ruche populaire fondée sur son expérience avec 350 ruches de différents systèmes existants à l'époque ainsi que sur les comportements naturels de l'abeille. Pour diffuser ses travaux, il a écrit plusieurs ouvrages : La santé ou Les meilleurs traitements de toutes les maladies, Le miel, ses propriétés et ses usages, La santé, manuel-guide des malades et des bien-portants  et surtout le plus important L'apiculture pour tous dont une nouvelle édition est parue aux éditions Coyote en 2005. L'avant dernière édition datait de 1948.

## Philosophie
Son but était d'obtenir une ruche la plus proche des conditions naturelles de l'abeille, tout en étant pratique pour l'apiculteur. Il préférait faire des bénéfices plutôt que des profits et recherchait les économies à la place de la productivité. Sa ruche reposait donc sur un faible investissement financier pour sa fabrication et son exploitation. Il souhaitait que tout un chacun puisse avoir une ruche et récolter du miel sans pour autant devoir s’équiper de nombreux outils d’extraction.

## Systèmes de ruches étudiés
Dans un même rucher et sous une même direction, avec un minimum de dix à douze ruches de chaque système, pendant une dizaine d'années, il a expérimenté les différents systèmes de ruches suivants :
- ruche Duvauchelle ;
- ruche Voirnot, semi-double, conduite à deux colonies à huit cadres ;
- ruche Voirnot à dix cadres ;
- ruche Dadant-Blatt ;
- ruche Layens, conduite à deux colonies de neuf cadres avec hausse ;
- ruche Layens à douze cadres avec hausse ;
- ruche Layens à neuf cadres ;
- ruche Jarry à douze cadres, à bâtisses chaudes ;
- ruche Congrès 30 x 40, bas, à dix cadres ;
- ruche Congrès 30 x 40, bas, à huit cadres ;
- ruche populaire à cadres mobiles ;
- ruche populaire à rayons fixes (un des premiers modèles).

## La ruche populaire

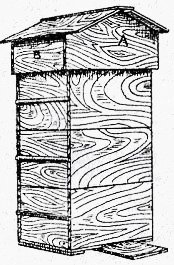
La ruche populaire.

La ruche populaire est une ruche divisible conçue pour hiverner les colonies d'abeilles sur deux éléments.
Caractéristiques :
- ruche populaire à porte-rayons fixes.
  - Dimensions internes : 300 mm x 300 mm et 210 mm de hauteur[1].
  - Chaque élément (ou hausse) contient huit porte-rayons (ou barrettes) de 9 mm  d'épaisseur, 24 mm de largeur et 315 mm de longueur.
- ruche populaire à cadres mobiles.
  - Dimensions internes : 335 mm x 335 mm et 207,5 mm de hauteur (note : ces dimensions sont décrites dans la 5e édition mais ont disparu dans la 12e).
  - Chaque élément (ou hausse) contient neuf cadres dont les dimensions intérieures sont 300 mm pour la largeur et 180 mm pour la hauteur.

Soit 100 dm2 de rayons (de cire) pour les deux modèles.

## Ouvrages
- Cinquième édition de L'apiculture pour tous (scan complet et consultation gratuite)
- Douzième édition de L'apiculture pour tous (scan complet et consultation gratuite)
- Réédition numérique de son livre L'apiculture pour tous (douzième et dernière édition) à « prix libre » (pdf imprimable et ebook) et consultation libre (page internet)
- Version PDF de son livre L'apiculture pour tous (douzième et dernière édition) gratuit